# ناحية الحاجب
ناحية الحاجب إحدى نواحي سوريا تتبع إداريّاً لمحافظة حلب منطقة السفيرة ومركزها بلدة الحاجب، بلغ تعداد سكان الناحية 10,408 نسمة حسب التعداد السكاني لعام 2004.

## بلدات وقرى ناحية الحاجب
أبو عبدة، أبو جلوس، بيشة، برج عزاوي، برج الساما،  الحاجب ، حوير الحص، الجرمكية، الجديدة، جب تينة، كفر حوت، جب أنطاش تحتاني، مدرسة، مكتبة، منعايا، مربعة بيشة، مغيرات شبلي، ربيعة الحانوتة، رسم عميش، سحور، سويان، تل عنبر، الطيبة، أبو غتة، جب أنطاش فوقاني، رسم شوكان.